# Gwyllgi
Il gwyllgi (/ˈɡwɪɬɡi/; nome composto di gwyllt "selvaggio" o gwyll "crepuscolo" + ci "cane") è un cane mitologico gallese che appare come uno spaventoso fantasma di un mastino inglese o di un lupo nero (simile a un canis dirus) con un alito mortale e occhi rossi fiammeggianti.
Viene spesso chiamato "The Dog of Darkness"(il cane dell'oscurità) o "The Black Hound of Destiny"(il mastino nero del destino), i ritrovi prediletti per le apparizioni sono strade solitarie durante la notte.
Ci sono stati molti avvistamenti di questa bestia nel nord est del Galles. In particolare, nel passaggio Nant y Garth che si trova vicino a Llandegla nel Denbighshire. È stato persino avvistato fino a Marchwiel in Wrexham e al giorno d'oggi ci sono ancora molti avvistamenti di questa spaventosa creatura.